# Gaetano Merola
Gaetano Merola (Nápoles, 4 de janeiro de 1881 - São Francisco (Califórnia), 30 de agosto de 1953) foi um maestro italiano e fundador da Ópera de São Francisco.

## Biografia
Merola nasceu em Nápoles, Itália, filho de um violinista napolitano ele estudo piano e condução no Conservatório de Nápoles. Merola imigrou para os Estados Unidos em 1899 e serviu como assistente do maestro no Metropolitan Opera em Nova Iorque, na companhia de ópera de Henry Wilson Savage, em Boston e na Companhia de Ópera San Carlo de Fortune Gallo.
Oscar Hammerstein I o contratou como maestro da sua própria companhia, chamada Companhia de Ópera Manhattan, onde Merola ficou até 1910. Ele então serviu como maestro na London Opera House antes de retornar a Nova Iorque como maestro de operetta.
Merola conduziu muitas estréias, como Naughty Marietta de Victor Herbert, The Firefly de Rudolf Friml e Maytime de Sigmund Romberg.
Na época em que fazia apresentações com a Ópera de San Carlo que ele começou a fazer visitas anuais na Ópera de São Francisco. Ele primeiro ouviu Luisa Tetrazzini, que tinha recentemente chegado nos Estados Unidos, na Tivoli Opera House em 1904 e a recomendou para Hammerstein. São Francisco tinha tido uma longa história de óperas Gold Rush. Reconhecendo o potencial da cidade como um dos maiores centro de óperas, Merola decidiu ficar na cidade e fundar sua primeira companhia em 1923, tocando natemporada de verão: Carmen de Bizet, I Plagiacci de Leoncavallo e Faust de  Goethe no estádio de futebol da Universidade de Stanford, onde cabiam trinta mil pessoas. Sua priemeira temporada resultou em déficit. No próximo ano ele adaptou o Auditório Cívico (''Civic Auditorium'') para suas apresentações. Ele recrutou duas mil pessoas e algumas empresas para criar um fundo para sua companhia de ópera. Em 1927 ele apresentou algumas estréias locais, como Tritan und Isolde, de Wagner, Turandot de Puccini, Falstaff de Verdi, La Fanciulla del West de Puccini e Die Meistersinger de Richard Strauss.
Durante anos, os cidadãos locais tinham falado sobre a construção de uma nova casa de ópera. Com as baixas da Primeira Guerra Mundial, acendeu o desejo de homenagear os heróis da guerra com algum memorial ou até um museu de arte.
Em 15 de outubro de 1932 foi inaugurado o War Memorial Opera House, custando cerca de US$ 5 milhões. Foi inaugurado com a produção da ópera Tosca, de Puccini, estrelando Claudia Muzio seguida, alguns dias depois, de Lucia di Lammermoor de Gaetano Donizetti com Lily Pons. Com essa nova casa de ópera, a companhia de Merola cresceu rapidamente na primeira década, produzindo o primeiro Ciclo do Anel de Richard Wagner em 1935, estrelando Kirsten Flagstad e introduzindo o maestro Fritz Reiner de 1936 até 1939 e Erich Leinsdorf de 1938 até 1941.
Em 1943, Merola contratou Kurt Herbert Adler para servir como maestro, diretor do coral e chefe. Adler tinha sido o assistente de Toscanini em Salzburgo em 1936 e chegou nos Estados Unidos em 1938. Merola também continuou contratando novos cantores. Notáveis cantores ele introduziu depois da Segunda Guerra Mundial, incluindo Tito Gobbi, Ferruccio Tagliavini, Elena Nikolaidi, Renata Tebaldi e Mario del Monaco.
Na próxima década a energia e saúde declinaram, Merola deixava Adler no comando mais e mais.
Merola morreu enquanto conduzia uma performance de Madama Butterfly de Puccini em São Francisco (Califórnia).